# Valoni
Valoni (francouzsky Wallons IPA: [walɔ̃]; valonsky Walons) jsou francouzsky mluvící skupina obyvatel Belgie, žijící zejména ve Valonsku. Kromě francouzštiny hovoří též místními jazyky, jako valonštinou, pikardštinou (na západě) a lotrinštinou (na jihu).
Valoni jsou potomky Galorománů a Franků. S Francouzi je pojí významné antropologické a historické skutečnosti, např. náboženství, jazyk, tradice a folklór. Obecněji se jako Valoni označují všichni obyvatelé Valonska, nezávisle na jejich etnicitě.